# Tuffi ai Giochi della XXVII Olimpiade - Trampolino 3 metri sincro maschile

## Medaglie
| Posizione | Atleta                               | Paese     |
| --------- | ------------------------------------ | --------- |
|           | Xiong Ni e Xiao Hailiang             | Cina      |
|           | Dmitrij Sautin e Aleksandr Dobroskok | Russia    |
|           | Robert Newbery e Dean Pullar         | Australia |

## Risultati
| Class | Atleta                                         | Tuffo 1 | Tuffo 1 | Tuffo 2        | Tuffo 2 | Tuffo 3        | Tuffo 3 | Tuffo 4        | Tuffo 4 | Tuffo 5 | Tuffo 5 | Tuffo 5 |
| Class | Atleta                                         | Punti   | Class   | Punti          | Class   | Punti          | Class   | Punti          | Class   | Punti   | Class   | Totale  |
| ----- | ---------------------------------------------- | ------- | ------- | -------------- | ------- | -------------- | ------- | -------------- | ------- | ------- | ------- | ------- |
|       | Xiong Ni e Xiao Hailiang Cina                  | 55,80   | 1       | 54,00 (109,80) | 1 (1)   | 79,98 (189,78) | 1 (1)   | 86,70 (276,48) | 1 (1)   | 89,10   | 1       | 365,58  |
|       | Dmitrij Sautin e Aleksandr Dobroskok Russia    | 52,20   | 2       | 52,20 (104,40) | 2 (2)   | 70,68 (175,08) | 5 (2)   | 69,75 (244,83) | 6 (3)   | 85,14   | 2       | 329,97  |
|       | Robert Newbery e Dean Pullar Australia         | 48,60   | 5       | 49,20 (97,80)  | 4 (4)   | 64,17 (161,97) | 7 (7)   | 84,66 (246,63) | 2 (2)   | 76,23   | 5       | 322,86  |
| 4     | Troy Dumais e David Pichler Stati Uniti        | 48,00   | 6       | 46,20 (94,20)  | 8 (7)   | 72,00 (166,20) | 2 (5)   | 77,19 (243,39) | 3 (5)   | 77,52   | 4       | 320,91  |
| 5     | Ferneo Platas e Eduardo Rueda Messico          | 51,60   | 3       | 49,20 (100,80) | 4 (3)   | 72,00 (172,80) | 2 (3)   | 71,10 (243,90) | 5 (4)   | 73,80   | 6       | 317,70  |
| 6     | Gilles Emptoz-Lacote e Frédéric Pierre Francia | 49,20   | 4       | 47,40 (96,60)  | 6 (6)   | 68,04 (164,64) | 6 (6)   | 65,25 (229,87) | 7 (7)   | 80,19   | 3       | 310,08  |
| 7     | Tony Ally e Mark Shipman Gran Bretagna         | 46,20   | 8       | 46,80 (93,00)  | 7 (8)   | 63,24 (156,24) | 8 (8)   | 73,80 (230,04) | 4 (6)   | 66,60   | 7       | 296,64  |
| 8     | Nicola Marconi e Donald Miranda Italia         | 47,40   | 7       | 49,80 (97,20)  | 3 (5)   | 72,00 (169,20) | 2 (4)   | 59,52 (228,72) | 8 (8)   | 57,66   | 8       | 286,38  |